# Ted Drake
Edward Joseph Drake, detto Ted (Southampton, 16 agosto 1912 – Londra, 30 maggio 1995), è stato un calciatore, allenatore di calcio e crickettista britannico.
Centravanti della nazionale inglese, è stato fra i più prolifici del suo ruolo negli anni trenta.

## Carriera

### Calciatore
Iniziata la carriera fra i dilettanti del Winchester City, passò professionista nel 1931 nella squadra della sua città, il Southampton. Esordì con una tripletta e in tre anni segnò ben 48 reti in 72 gare di campionato.
Passò all'Arsenal nel marzo 1934 segnando anche in questo caso al suo debutto, arrivando a segnare l'anno successivo 42 reti in 41 partite di campionato che, unite alle due segnate nella FA Cup e nel Charity Shield, portano il suo bottino stagionale a 44, record tuttora imbattuto per i Gunners.
Il 14 dicembre 1935 al Villa Park segnò 7 reti in una singola partita contro l'Aston Villa, altro record per l'Arsenal; in seguito vinse la FA Cup del 1936 e il campionato del 1938. La sua carriera fu interrotta dallo scoppio della Seconda guerra mondiale, Drake entrò in aviazione, giocando occasionalmente le partite dell'Arsenal nei campionati di guerra.
Con la Nazionale inglese totalizzò 5 presenze e 6 reti. Si ritirò poi nel 1945 a causa di un grave infortunio. con i suoi 139 gol con l'Arsenal è il quinto cannoniere di tutti i tempi della squadra insieme a Jimmy Brain.

### Allenatore
Subito dopo aver appeso le scarpette al chiodo Drake intraprese la carriera di allenatore, dapprima all'Hendon nel 1946, quindi al Reading (dal 1947 al 1952) e al Chelsea, che aiutò a rivoluzionare facendone una delle migliori squadre inglesi e guidandola alla vittoria in campionato nel 1955. Diventò così il primo uomo ad aver vinto un campionato inglese sia da giocatore che da allenatore. Lasciò i Blues nel 1961.

## Palmarès

### Giocatore
- Campionato inglese: 2

Arsenal: 1934-1935, 1937-1938
- Coppa d'Inghilterra: 1

Arsenal: 1935-1936
- Charity Shield: 2

Arsenal: 1934, 1938

### Allenatore
- Campionato inglese: 1

Chelsea: 1954-1955
- Charity Shield: 1

Chelsea: 1955